# Callistege triangula
Callistege triangula är en fjärilsart som beskrevs av Barnes och Mcdunnough 1918. Callistege triangula ingår i släktet Callistege och familjen nattflyn. Inga underarter finns listade i Catalogue of Life.